# دیمین وین
دیمین وین (به انگلیسی: Damian Wayne) یک شخصیت خیالی ابرقهرمان در کتاب‌های کامیک آمریکایی منتشر شده توسط دی‌سی کامیکس است که اغلب با شخصیت ابرقهرمان بتمن مرتبط است. او پسر بتمن و تالیا الغول، و در نتیجه نوهٔ شخصیت شرور و یکی از بزرگ‌ترین مجرمین دنیای دی‌سی یعنی رأس‌الغول و وارث بالقوهٔ شرکت وین به‌شمار می‌رود. این شخصیت برای اولین بار به عنوان نوزادی بی‌نام در داستان بتمن: پسر اهریمن (۱۹۸۷) حضور پیدا کرد، که در آن زمان یکی از شخصیت‌های رسمی روایت به حساب نمی‌آمد. در سپتامبر ۲۰۰۶ این شخصیت توسط گرانت موریسون با تفسیر جدید و با نام دیمین وین در شمارهٔ ۶۵۵ مجموعه کمیک‌های بتمن با آرک داستانی «بتمن و پسرش» معرفی شد. دیمین وین پنجمین نفری است که نقش شخصیت رابین را ایفا می‌کند.

## داستان شخصی
گذشتهٔ دیمین از بتمن مخفی بود. دیمین در بهترین شرایط و حالت ممکن بزرگ شده و تمرین کرده بود و تبدیل به یک مبارز عالی تبدیل شده بود. او توسط مادر خود تالیا الغول و لیگ قاتلان بزرگ شد. او تبدیل به یک فرد ماهر در هنرهای رزمی قبل از جوانی تبدیل شد، که بخاطر همین تالیا وجود دیمین را به بتمن می‌گوید و این باعث می‌شود که کمی کار او ضعیف تر شود.
قوی، لوس و خشونت‌آمیز، او با تیم دریک مبارزه می‌کند چون که می‌خواهد جای او را به عنوان رابین بگیرد، که او به اشتباه از تیرانوسوروس مصنوعی در بت کیو پرت می‌شود، که تیم از مبارزه دست می‌کشد و او را کمک می‌کند. دیمین بعد فرار می‌کند و یک لباس رابین از لباس رابین قدیمی جیسون تاد درست می‌کند و کمی از وسایل لیگ قاتلان برای خود برمی‌دارد، و ابرشروری به نام اسپوک را می‌کشد. درحالی که تمرین اشتباهی دارد، دیمین واقعاً می‌خواهد که به بتمن در جنگ در مقابل جنایت ملحق شود چون که او پسر بروس است و رضایت او را می‌خواهد. متأسفانه، بخاطر این که او اشتباه بزرگ شد، دیمین در روابط اجتماعی بسیار ضعیف است و فکر می‌کند که باید دشمن‌ها را بکشد تا رضایت بتمن را به دست بیاورد، که یکی از آنها تیم دریک است. این به رابطهٔ او و بتمن صدمه می‌زند بخاطر قانون قتل نکردن بتمن، این درحالی است که بتمن هنوز فکر می‌کند که برای پدری کردن برای دیمین شانس دارد.
بعد از آن، بتمن با تالیا ملاقات می‌کند تا با او دربارهٔ هویت دیمین صحبت کند، ولی بعد از آن هردوی تالیا و دیمین در یک انفجار زخمی می‌شوند. زخم شدید دیمین باعث می‌شود که تالیا او را به یک دکتر فیزیوتراپیست ببرد، که او به‌طور کامل دوباره سالم می‌شود.